# Breguet-Michelin-Typen
Die Breguet-Michelin-Typen waren französische Militärflugzeuge im Ersten Weltkrieg.

## Entwicklung und Einsatz

### BrM.2/4
Mit der BU-3 hatte der französische Luftfahrtingenieur Louis Breguet 1914 ein Druckpropellerflugzeug konstruiert, bei dem der vorn in der Rumpfnase platzierte Beobachter wesentlich bessere Beobachtungs- und Zielmöglichkeit hatte. Dieser Prototyp ging bei den Michelin-Werke in Clermont-Ferrand in Serienfertigung und wurde daher als Breguet-Michelin bezeichnet. Diese erste Serie bestand aus 100 Stück, die zunächst mit 200 PS starken Canton-Unné-, dann mit 220 PS starken Renault-V-Motor an die Aéronautique Militaire in vier Varianten geliefert wurden als
- BUM (militärische Bezeichnung BrM2B.2, mit Canton-Unné-Motor) und
- BLM (militärische Bezeichnung BrM4B.2, mit Renault-Motor) als Bomber, sowie
- BUC (mit Canton-Unné-Motor) und
- BLC (mit Renault-Motor) als Kampfflugzeug/Begleitjäger (C = „Chasse“)

Außerdem produzierte Breguet 17 mit 225 PS Sunbeam-Mohawk-Motoren ausgerüstete BLC als „Breguet de Chasse“ für die britischen Marineflieger des Royal Naval Air Service.

### BrM.5
Nachdem die französische Militärverwaltung 1915 den Bau eines Bombers mit einer Traglast von 300 kg Bomben und einer Reichweite von 600 Kilometern für Angriffe auf das Ruhrgebiet ausgeschrieben hatte, überarbeitete Louis Breguet die Konstruktion und schuf den S.N.3 mit Tragflächen unterschiedlicher Spannweite und modifiziertem Fahrwerk. Das Flugzeug wurde beim Wettbewerb im Oktober 1915 abgenommen und ebenfalls als Bomber- und einer Kampfflugzeugversionen bei Michelin und Breguet in Serie produziert. Der zweistielige Bomber trug an der unteren Tragfläche angebrachte Bombenaufhängungen für bis zu 40 7,5-kg-Bomben, deren Abwurf von der Kanzel aus ausgelöst werden konnte, das Kampfflugzeug war für den Begleitschutz mit einer 3,7 cm Kanone bewaffnet. Als Abwehrbewaffnung wurde zudem ein zweites, über die obere Tragfläche nach hinten feuerndes MG angebracht. Die Aviation Militaire gab den Flugzeugen die militärische Bezeichnungen 5B.2 und 5Ca.2. und nahm sie Anfang 1916 in Dienst.
Die britische Marinefliegertruppe (R.N.A.S.) beschaffte 20 – 30 Flugzeuge und ließ weitere 10 Stück von Grahame-White mit 250 PS Rolls-Royce-Eagle I–Motoren als Grahame-White G.W.19 in Lizenz bauen.

### BrM.6
Der BrM.5 folgte 1916 die etwas stärker motorisierte BrM.6 mit Canton-Unné DF-9-Motor, die ebenfalls als Bomber- und Begleitjägerversion hergestellt wurde.

## Einsatz
Die Breguet-Michelin bewährten sich aufgrund ihrer großen Bombenlast und Reichweite, brauchten aber wegen des hohen Gewichts eine lange Startbahn, und sie waren langsam und schwer zu landen. Mindestens fünf Staffeln der Aéronautique Militaire hatten sie in ihrem Bestand, darunter die Groupe de Bombardement (G.B.) 5 für ihre strategischen Langstreckeneinsätze. Nach einem verlustreichen Bombenflug auf Oberndorf am Neckar im November 1916, bei dem sieben von acht Flugzeugen nicht vom Einsatz zurückkehrten, wurden die verbliebenen Flugzeuge zurückgezogen, mit Suchscheinwerfern versehen und erneut unter der Bezeichnung Breguet Bre.12 als Nachtjäger und Nachtbomber noch bis mindestens Januar 1918 eingesetzt, bis sie von Breguet 14 abgelöst wurden. Auch in Rumänien wurden einige Breguet-Michelin eingesetzt, so beim Angriff auf Brăila am 31. März 1917, bei dem ein Schiff versenkt und weitere beschädigt wurden.
Die britischen Flugzeuge wurden u. a. vom Wing 3 an der Ägäis- und an der Westfront vom Wing No. 5 in Dunkerque zusammen mit Caudron G.IV für Ferneinsätze verwendet, aber ab Juni 1916 wegen unbefriedigender Leistungen zurückgezogen. Ein Flugzeug wurde von der kaiserlich-russischen Luftflotte erprobt, aber nicht übernommen.

## Technische Daten
| Kenngröße                   | Breguet BrM.2 (BUM, BUC) | Breguet BrM.4 (BLM, BLC)              | Breguet BrM.5      | Grahame-White Typ XIX   | Breguet BrM.6 |
| --------------------------- | ------------------------ | ------------------------------------- | ------------------ | ----------------------- | ------------- |
| Besatzung                   | 2                        | 2                                     | 2                  | 2                       | 2             |
| Länge                       |                          | 9,90 m                                | 9,90 m             | 7,94 m                  |               |
| Spannweite                  | 16,40 m                  | 18,80 m                               | 18,80 m            | 17,58 m                 |               |
| Höhe                        | 3,70 m                   | 3,70 m                                | 3,90 m             | 3,82 m                  |               |
| Flügelfläche                | 54 m²                    | 66,8 m²                               | 58,7 m²            |                         |               |
| Leermasse                   | 1315 kg                  | 1435 kg                               |                    |                         |               |
| Startmasse                  | 2115 kg                  | 2112 kg                               |                    | 2150 kg                 |               |
| Standardtriebwerk           | Canton-Unné              | Renault                               | Renault            | Rolls-Royce-Eagle I     | Salmson       |
| Startleistung               | 220 PS                   | 220–240 PS                            | 220–240 PS         | 250 PS                  |               |
| Höchstgeschwindigkeit (NN)  | 124 km/h                 | 135 km/h                              |                    | 138 km/h                |               |
| Reichweite                  | 730 km                   | 675 km                                |                    | 700 km                  |               |
| Steiggeschwindigkeit 2000 m | 40 min                   | 22 min                                |                    |                         |               |
| Gipfelhöhe                  |                          | 3900 m                                |                    | 4300 m                  |               |
| Flugdauer                   |                          |                                       |                    | 3:30 h                  |               |
| Bewaffnung                  | 1 MG, ca. 100 kg Bomben  | 1 MG, 1 Bordkanone, ca. 300 kg Bomben | 1 MG, 1 Bordkanone | 2 MG, ca. 300 kg Bomben |               |

## Bilder

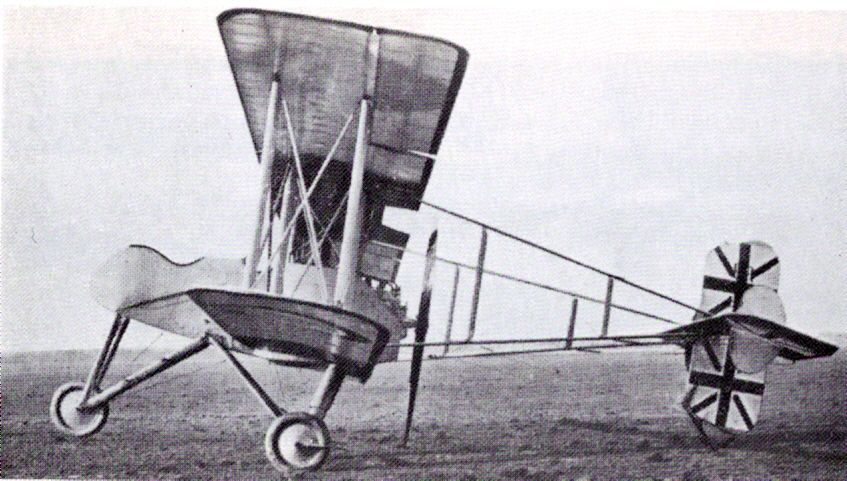
Breguet Br.M4
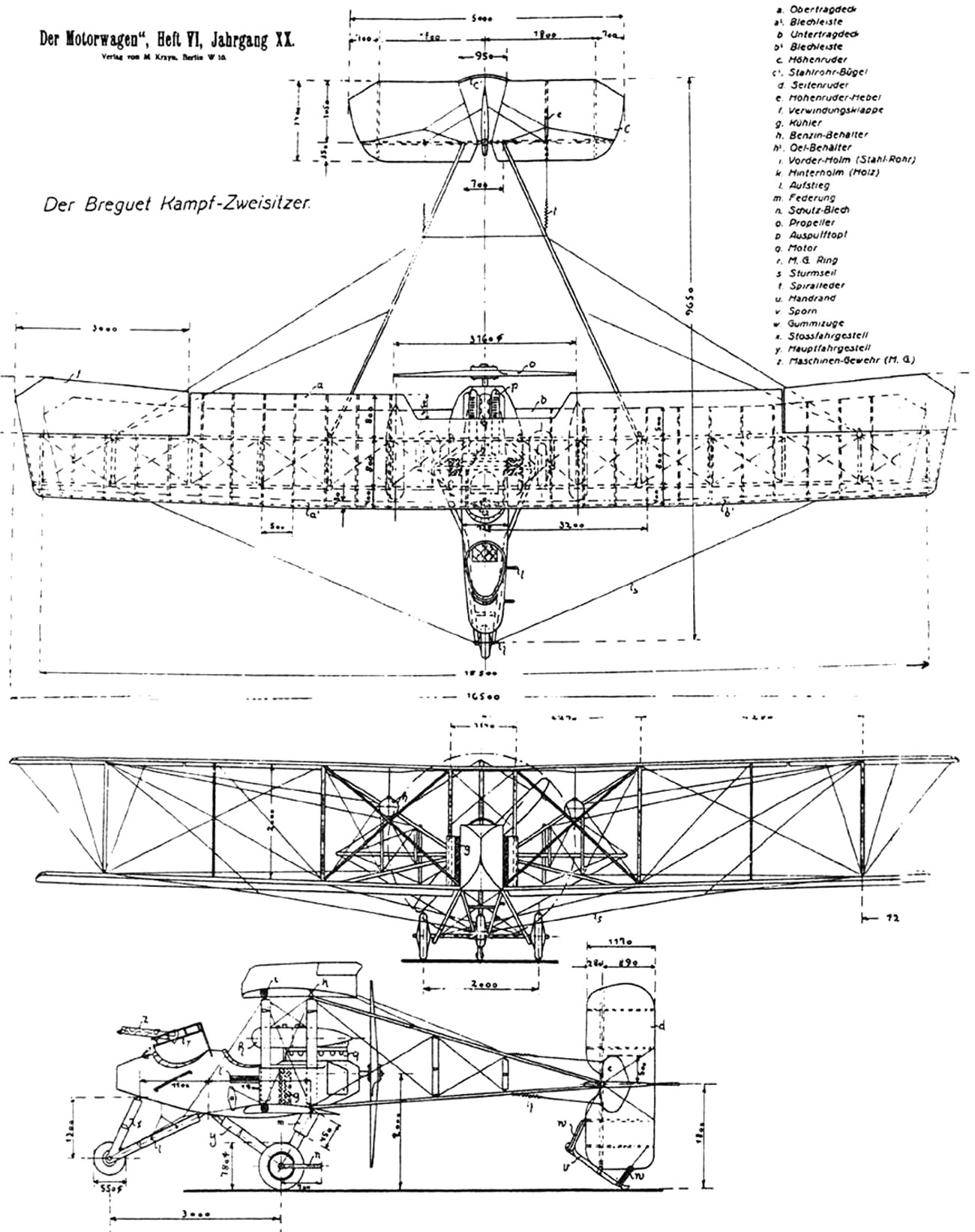
Risszeichnung der Breguet Br.M5
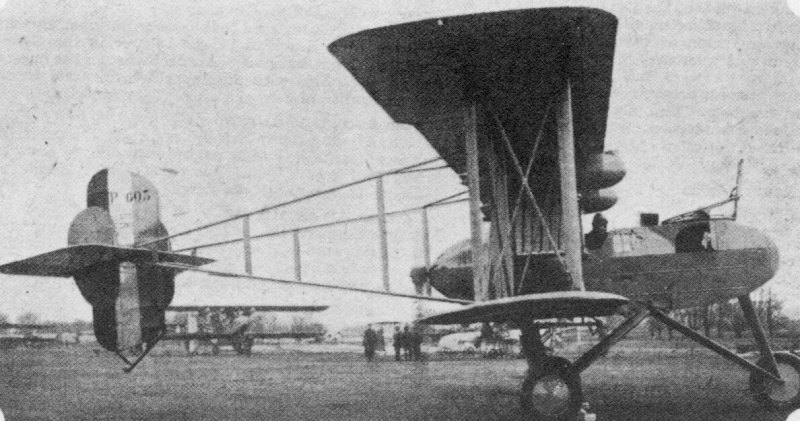
Seitenansicht
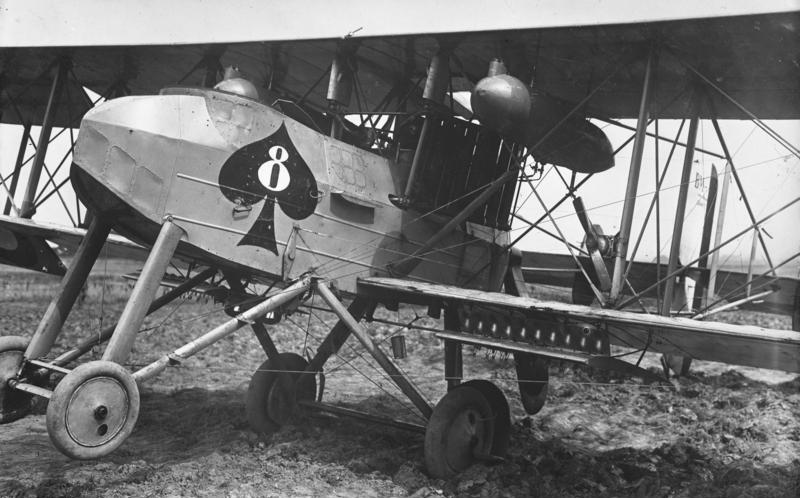
Breguet-Michelin mit Staffelabzeichen, dem Pik-Ass als „Todeskarte“.
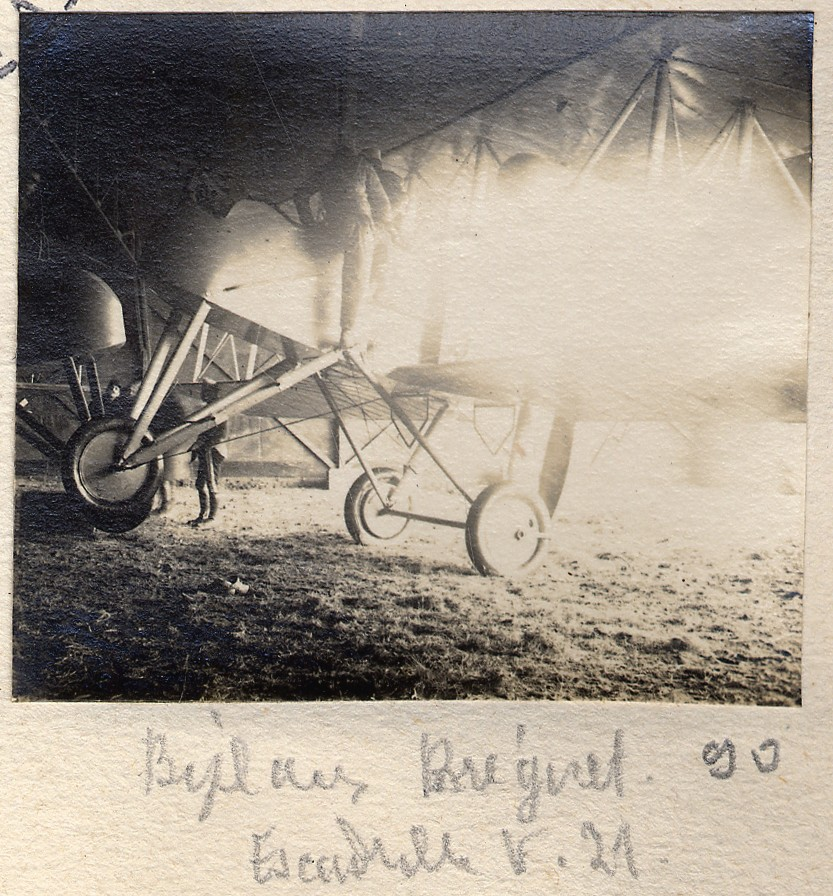
Wartung einer Breguet-Michelin 5 der Escadrille V.21 in Saint-Etienne-au-Temple an der Marne 1916
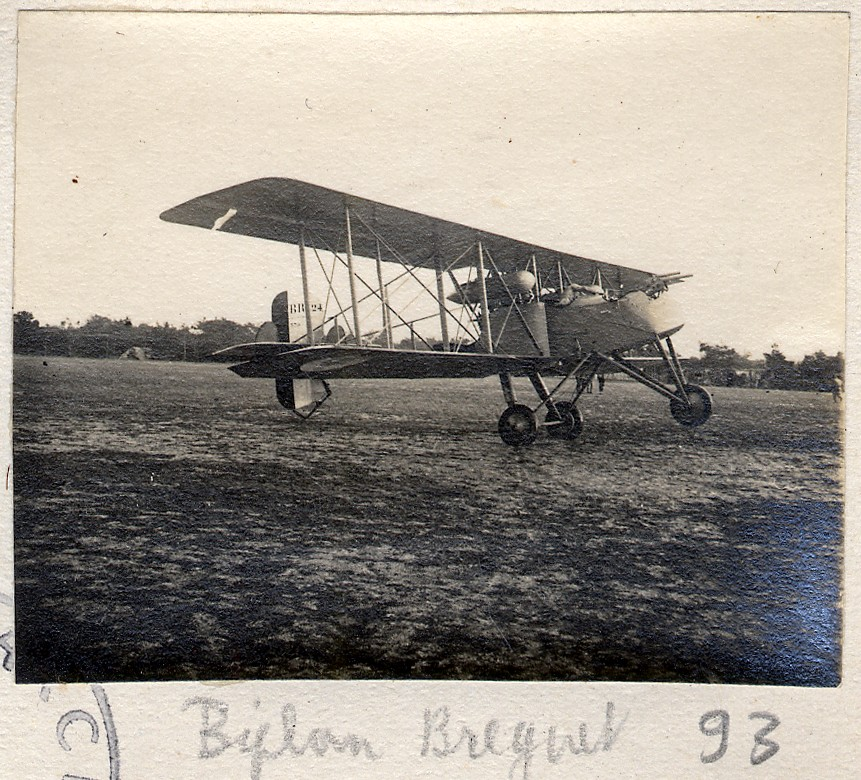
Auf dem Startplatz: Breguet-Michelin 5 der Escadrille V.21
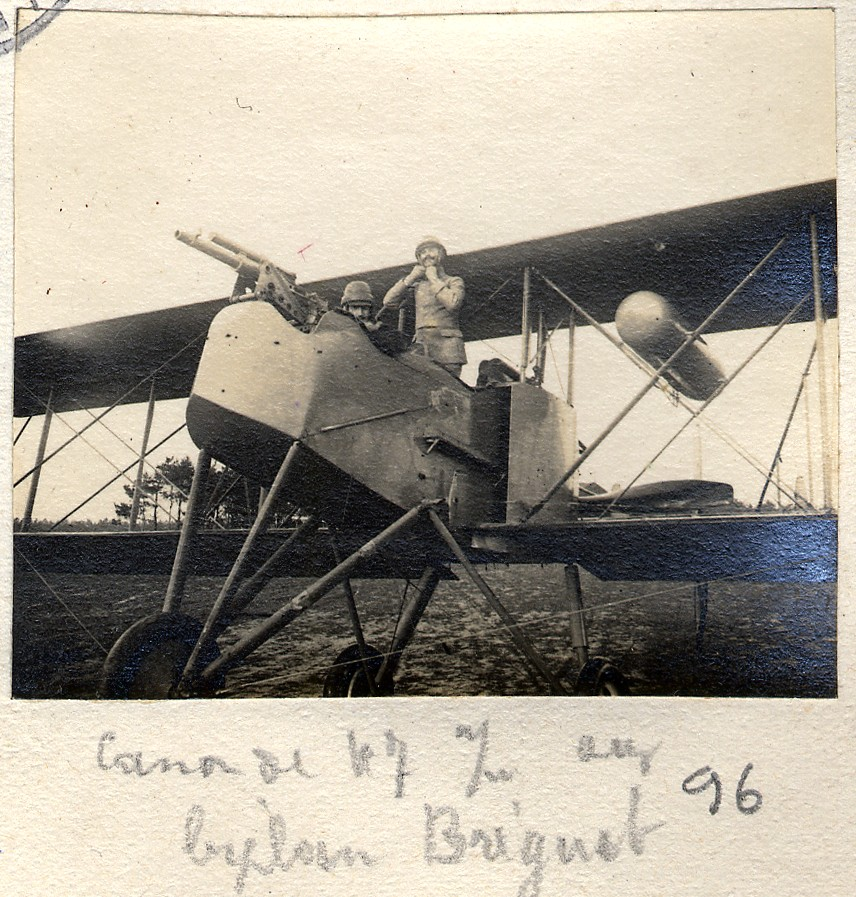
Breguet-Michelin 5 der Escadrille V.21 mit Bordkanone
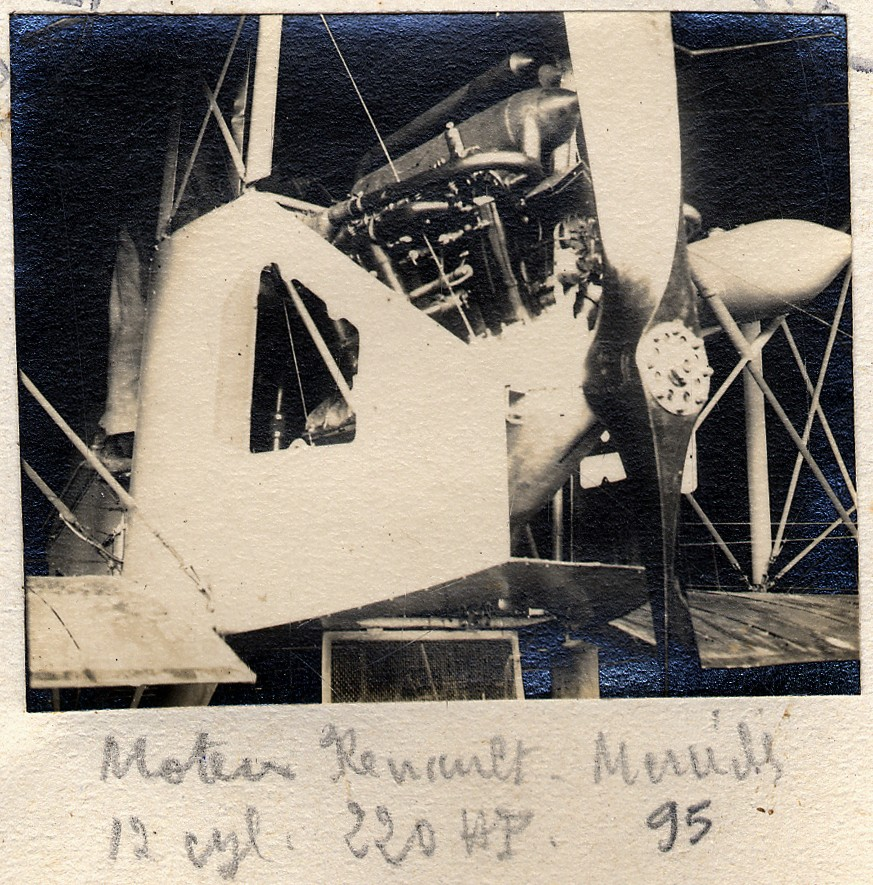
Blick auf den Motor